# Prix Gilbert-Dru
Le prix Gilbert-Dru est un prix décerné chaque année par la fédération Rhône-Alpes de la LICRA à un établissement scolaire du Rhône (école, collège ou lycée, public ou privé) pour récompenser un travail visant à combattre le racisme, l’antisémitisme et toute forme de discrimination.
Les travaux distingués peuvent prendre différentes formes : expositions, rédactions de textes, films, pièces de théâtre, CD Rom, etc.
Créé en 1981 à l’initiative de René Nodot, président de la fédération Rhône-Alpes de la LICRA, le prix a été nommé en mémoire de Gilbert Dru, jeune résistant lyonnais chrétien, un des animateurs de la Résistance chrétienne dans le Sud-Est, fusillé en juillet 1944 sur la place Bellecour à Lyon.
Collège Leprince Ringuet  Genas  pièce de théâtre " les enfants d'Izieu" et chanson RAP

## Palmarès
- 2015 : Collège Jean Monnet à Lyon ; classes de 4e et de 3e en section européenne allemand ; pour la pièce de théâtre "Sophie Scholl"
- 2010 : Collège privé Saint-Martin (Saint-Martin en Haut); classe de 3èmeB, avec l’aide du centre socio-culturel de Saint-Symphorien-sur-Coise ; pour le film En noir et blanc ; 30 juin 2010
- 2006 : Collège Mère-Teresa (classe de troisième SEGPA) à Villeurbanne ; pour le film Les enfants d’Izieu
- 2004 : Lycée Blaise-Pascal, à Charbonnières-les-Bains ; pour le documentaire Passeurs de mémoire
- 2001 : Collège Pierre-de-Ronsard à Mornant ; pour la rubrique « Les étrangers dans la Résistance » du site web memoire-net
- : Collège Leprince-Ringuet à Genas ; pour un cédérom

```
* Collège Leprince Ringuet Genas pièce de théâtre " les enfants d'Izieu" et chanson
```